# Лайтел (Техас)
Лайтел (англ. Lytle) — місто (англ. city) в США, в округах Атаскоса, Медина і Беар штату Техас. Населення — 2914 особи (2020).

## Географія
Лайтел розташований за координатами 29°14′5″ пн. ш. 98°47′41″ зх. д. / 29.23472° пн. ш. 98.79472° зх. д. (29.234851, -98.794837).  За даними Бюро перепису населення США в 2010 році місто мало площу 10,50 км², з яких 10,39 км² — суходіл та 0,11 км² — водойми. В 2017 році площа становила 11,63 км², з яких 11,52 км² — суходіл та 0,11 км² — водойми.

## Демографія
Згідно з переписом 2010 року, у місті мешкали 2492 особи в 875 домогосподарствах у складі 638 родин. Густота населення становила 237 осіб/км².  Було 964 помешкання (92/км²).
Расовий склад населення:
| - 84,3 % — білих - 1,6 % — корінних американців - 0,3 % — чорних або афроамериканців - 0,2 % — азіатів - 11,8 % — осіб інших рас |

До двох чи більше рас належало 1,7 %. Частка іспаномовних становила 65,6 % від усіх жителів.
За віковим діапазоном населення розподілялося таким чином: 26,2 % — особи молодші 18 років, 57,4 % — особи у віці 18—64 років, 16,4 % — особи у віці 65 років та старші. Медіана віку мешканця становила 39,6 року. На 100 осіб жіночої статі у місті припадало 90,1 чоловіків;  на 100 жінок у віці від 18 років та старших — 85,8 чоловіків також старших 18 років.
Середній дохід на одне домашнє господарство  становив 62 539 доларів США (медіана — 46 942), а середній дохід на одну сім'ю — 73 198 доларів (медіана — 62 281). За межею бідності перебувало 13,6 % осіб, у тому числі 28,5 % дітей у віці до 18 років та 20,2 % осіб у віці 65 років та старших.
Цивільне працевлаштоване населення становило 1312 осіб. Основні галузі зайнятості: мистецтво, розваги та відпочинок — 15,6 %, освіта, охорона здоров'я та соціальна допомога — 15,3 %, роздрібна торгівля — 13,1 %, будівництво — 11,4 %.